# Раневей-Бей (Техас)
Раневей-Бей (англ. Runaway Bay) — місто (англ. city) в США, в окрузі Вайз штату Техас. Населення — 1546 осіб (2020).

## Географія
Раневей-Бей розташований за координатами 33°10′32″ пн. ш. 97°52′7″ зх. д. / 33.17556° пн. ш. 97.86861° зх. д. (33.175516, -97.868587).  За даними Бюро перепису населення США в 2010 році місто мало площу 17,58 км², з яких 6,52 км² — суходіл та 11,05 км² — водойми.

## Демографія
Згідно з переписом 2010 року, у місті мешкало 1286 осіб у 555 домогосподарствах у складі 407 родин. Густота населення становила 73 особи/км².  Було 658 помешкань (37/км²).
Расовий склад населення:
| - 95,6 % — білих - 1,2 % — корінних американців - 0,2 % — чорних або афроамериканців - 0,2 % — азіатів - 1,2 % — осіб інших рас |

До двох чи більше рас належало 1,7 %. Частка іспаномовних становила 7,2 % від усіх жителів.
За віковим діапазоном населення розподілялося таким чином: 18,7 % — особи молодші 18 років, 59,4 % — особи у віці 18—64 років, 21,9 % — особи у віці 65 років та старші. Медіана віку мешканця становила 48,4 року. На 100 осіб жіночої статі у місті припадало 107,4 чоловіків;  на 100 жінок у віці від 18 років та старших — 102,5 чоловіків також старших 18 років.
Середній дохід на одне домашнє господарство  становив 87 780 доларів США (медіана — 80 275), а середній дохід на одну сім'ю — 98 261 долар (медіана — 86 625). За межею бідності перебувало 4,6 % осіб, у тому числі 1,9 % дітей у віці до 18 років та 4,5 % осіб у віці 65 років та старших.
Цивільне працевлаштоване населення становило 787 осіб. Основні галузі зайнятості: освіта, охорона здоров'я та соціальна допомога — 24,7 %, сільське господарство, лісництво, риболовля — 17,3 %, роздрібна торгівля — 8,6 %, мистецтво, розваги та відпочинок — 8,0 %.